# Château de Kornis
Le château de Kornis est un château commencé au XVIe siècle et situé dans le village de Mănăstirea, comté de Cluj, Roumanie. Il est classé monument historique par le ministère de la Culture du pays.

## Histoire
Le bâtiment principal a été construit par Kristóf Keresztúri entre 1573 et 1593 dans le style Renaissance. Au fil du temps, le château s'est élargi et de nouveaux bâtiments secondaires ont été bâtis dans une enceinte de forme quadrilatérale. Après que le domaine soit devenu la propriété de la famille Kornis vers 1673, Kornis Gaspar (1641-1683) a élevé le deuxième étage du bâtiment principal du côté sud.
En 1680, son fils, Zsigmond Kornis, rénove le château et le rénove après qu'il ait été endommagé lors du soulèvement de Curuti au début du XVIIIe siècle. En 1720, il ajoute deux nouveaux bastions octogonaux sur le côté nord et restaure la tour à l'entrée du château sur le côté ouest. La tour existe encore aujourd'hui. Durant cette période, les salles du château furent redécorées avec des plafonds peints de fresques. Les ossatures en bois du dernier étage et de l'escalier ont été ajoutées, décorées de motifs populaires et des décorations en pierre de tuf volcanique de Dej ont été créées.
Durant la Seconde Guerre mondiale, une partie du château fut détruite et ses collections furent brûlées par les communistes ou volées après la nationalisation. Avant la destruction du château, la bibliothèque contenait 9 000 volumes, constitués de collections de livres rares. Elle a été détruite, tout comme la vaste collection d'histoire naturelle qu'elle contenait. Les pavillons sont désormais utilisés comme silo, auberge et destinations scolaires culturelles.
Après 1944, seule une partie de la maçonnerie fut reconstruite, en 1975-76, et la chapelle Kornis fut reprise par l'Église orthodoxe roumaine. Cependant, il n'y eut pas de restauration sérieuse du château et du domaine, laissant l'ensemble aujourd'hui en ruines. Le château est connu pour les statues de deux licornes qui gardaient l'entrée jusqu'à récemment, lorsqu'elles ont été retirées après une tentative de cambriolage ratée.

## Galerie de photos

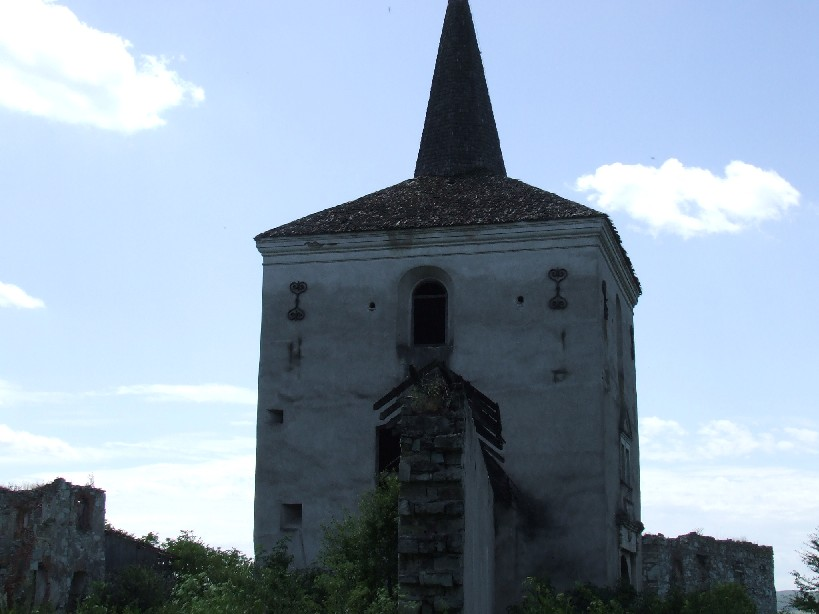
Entrée de la tour
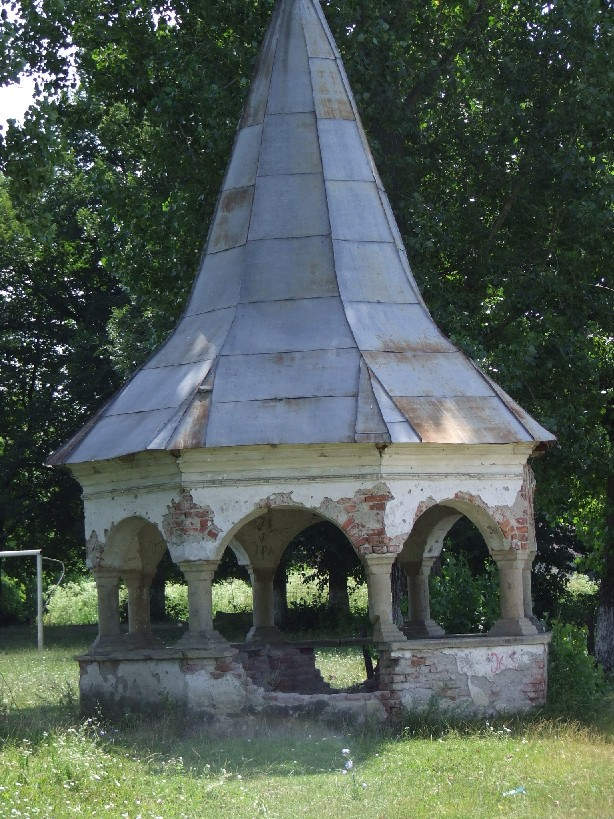
Fontaine octogonale
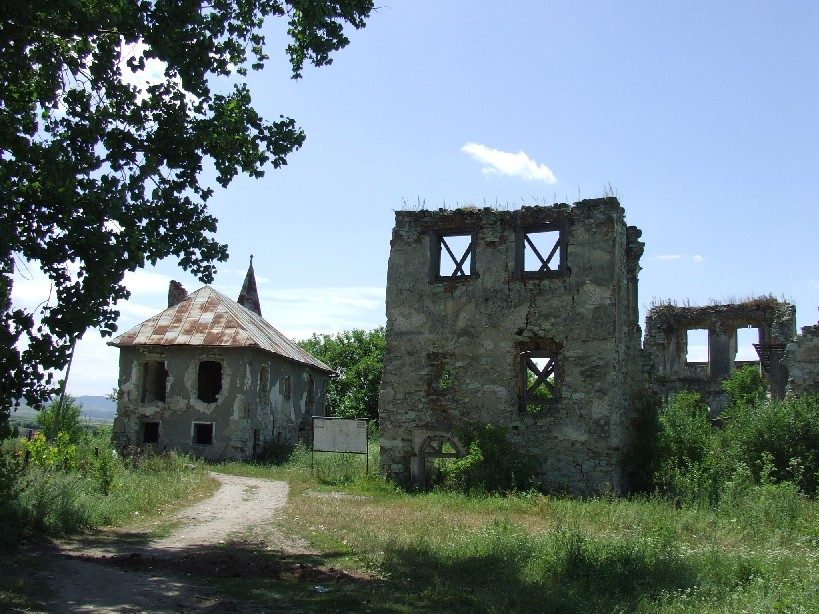
Ruines du château
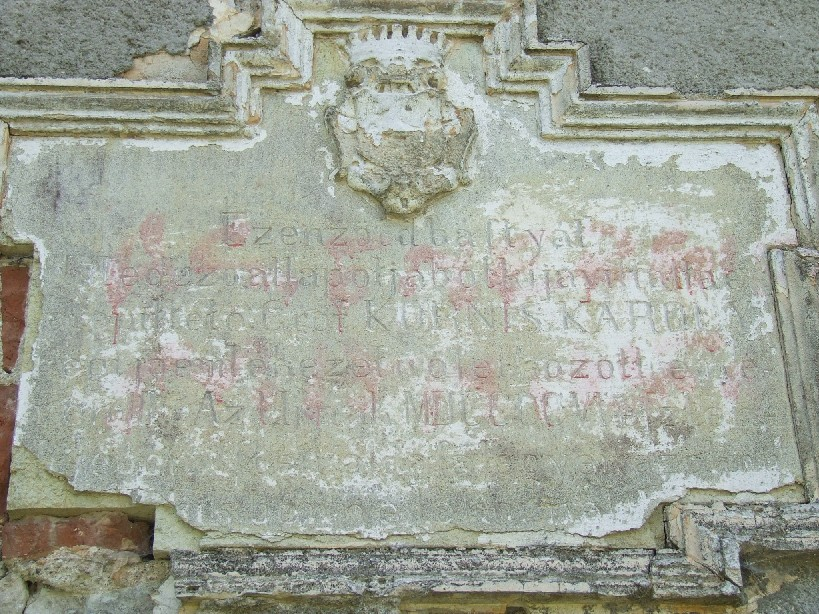
Armoiries sur l'un des bâtiments
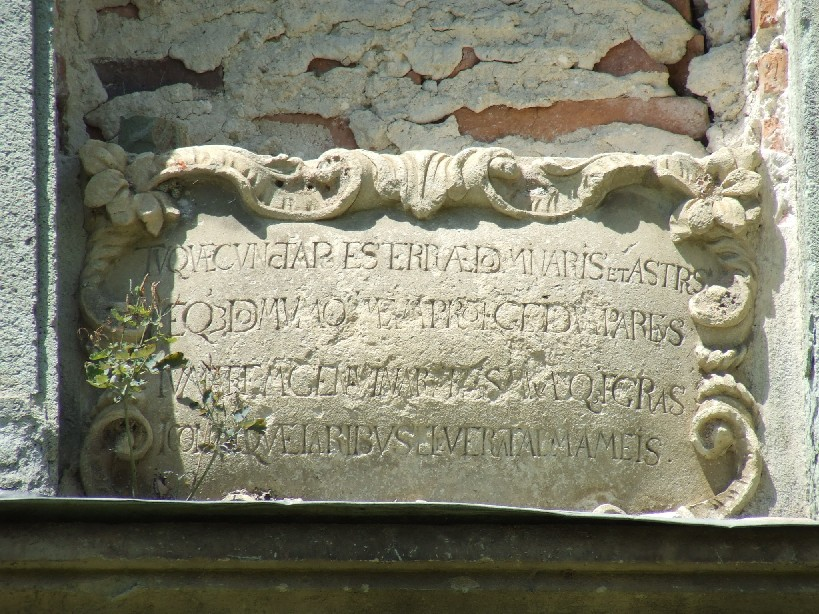
Blason
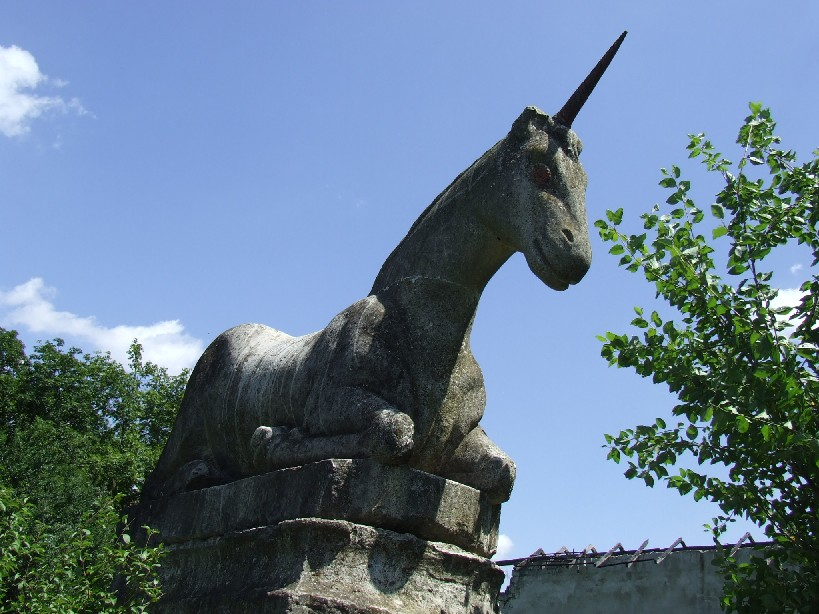
Licorne
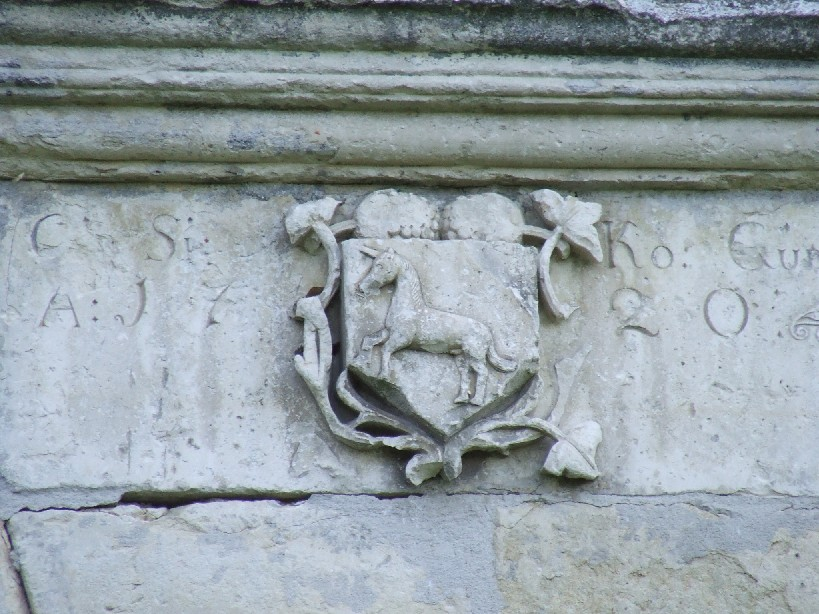
Armoiries de la famille Kornis
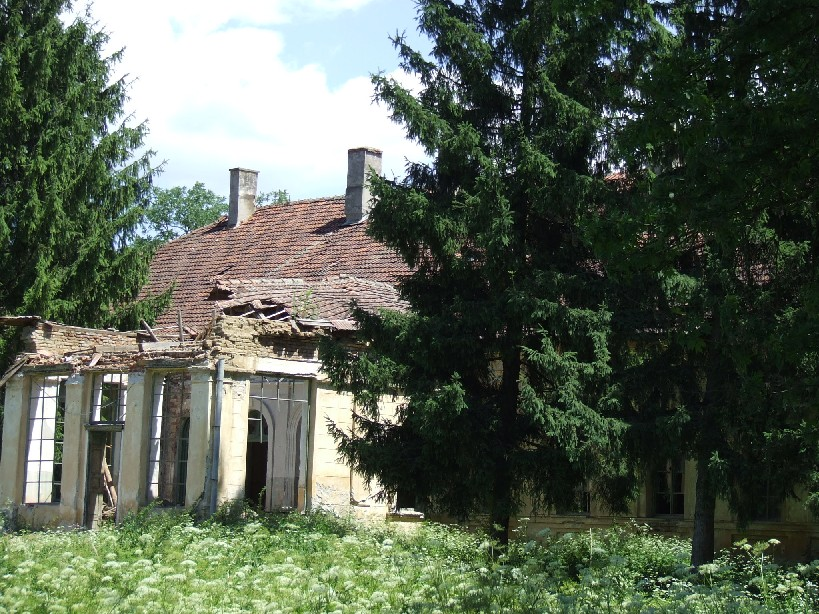
Bâtiment adjacent